# Elenwë
Elenwë es un personaje ficticio que pertenece al legendarium creado por el escritor británico J. R. R. Tolkien y que aparece brevemente en su novela póstuma El Silmarillion, aunque también se dan más detalles de ella en la colección de La historia de la Tierra Media, publicada por Christopher Tolkien. Es una elfa del linaje Vanyar, hija de Ingwion y esposa de Turgon, con quien tuvo una sola hija llamada Idril.
Tras la rebelión de Fëanor, los Noldor decidieron acompañarle y aunque Turgon no pronunció el Juramento, su corazón deseaba entrañablemente partir a tierras más amplias, así que decidió seguir a su padre y al resto de su pueblo y cruzar el estrecho helado del Helcaraxë. Elenwë e Idril le acompañaron, pero durante el viaje, el hielo se rompió y ambas cayeron a las frías aguas. Turgon intentó salvarlas y aunque estuvo a punto de morir también, logró salvar a su hija, no así a Elenwë, que pereció.